# Árbol y casas (Modigliani)
Árbol y casas es un cuadro del pintor italiano Amedeo Modigliani, realizado en 1919, que es parte de una colección privada en París.
Es una de las pocas obras del artista italiano que representa un paisaje, en un artista especializado en retratos y que realizó poco antes de su fallecimiento en 1920.